# Mark Pearn
Mark Pearn, angleški hokejist na travi, * 21. marec 1977, Bristol.
Sodeloval je v hokeju na poletnih olimpijskih igrah leta 2000 in leta 2004.